# Hermann Christoph Gottfried Demme
Hermann Christoph Gottfried Demme (* 7. September 1760 in Mühlhausen/Thüringen; † 26. Dezember 1822 in Altenburg) war ein deutscher evangelischer Theologe und Schriftsteller.
Demme studierte Theologie und Philologie in Jena und wurde danach in Mühlhausen Subkonrektor des Gymnasiums (heute Tilesius-Gymnasium) und 1796 Superintendent. 1801 wurde er als Generalsuperintendent und Konsistorialrat nach Altenburg berufen.
Demme schrieb unter dem Pseudonym Karl Stille einige Bücher und bearbeitete auch die Gesangbücher in Mühlhausen und in Altenburg, in die er einige seiner selbst geschriebenen Lieder aufnahm, darunter das auch in mehrere andere Sammlungen aufgenommene Die Ruhe senkt sich wieder auf unsre Erde nieder. Daneben arbeitete er am Magazin für Prediger mit, das von Josias Friedrich Löffler in Gotha herausgegeben wurde.
Sein Sohn Wilhelm Ludwig Demme war ein bekannter Jurist und Schriftsteller.

## Schriften
- Der Pächter Martin und sein Vater. Leipzig 1792–93.
  - Mikrofiche-Ausgabe: 4 Mikrofichen (zusammen mit den anderen Werken des Autors). Saur, München 1990–1994, ISBN 3-598-50541-8.
- Erzählungen. Riga/Leipzig, 1792. Mikrofiche-Ausgabe s. o.
- Sechs Jahre aus Carl Burgfeld’s Leben. Göschen, Leipzig 1793. Mikrofiche-Ausgabe s. o.
- Pächter Martin über die moralische Anwendung der französischen Revolution nebst einem Anhang über die Abschaffung der französischen Sprache im gemeinen Leben und eine Elegie. Enthält auch: Elegie vom Pfarrer Ernst bey den Ruinen eines Bethauses und einer Einsiedeley, deren erster Bewohner nachher daselbst ein Kloster gestiftet. Dieterich, Göttingen 1796.
- Neue christliche Lieder: mit vortreflichen alten Melodien deutscher Tonsetzer für das Piano-Forte und die Orgel ausgesetzt. Dieterich, Göttingen 1796.
- Abendstunden im Familienkreise gebildeter und guter Menschen / hrsg. von Karl Stille. 2 Bände. Becker, Gotha 1804/05.
- Altenburgisches Gesangbuch: nebst Gebeten; Zum Gebrauch bey der öffentlichen Gottesverehrung und häuslichen Andacht. Herzoglich sächsische Hofbuchdruckerei, Altenburg 1807.
- Predigten über die Sonn- und Festtags-Evangelien zur Beförderung häuslicher Andacht. Becker, Gotha 1808.